# Agnelo Pacheco
Agnelo Pacheco, (Miguel Pereira, 20 de outubro de 1946 – São Paulo, 11 de outubro de 2017) foi um publicitário brasileiro formado em Comunicação e Direito pela Pontifícia Universidade Católica de Minas Gerais (PUC-MG). Foi o criador do slogan “tomou Doril, a dor sumiu”.
Filho dos radialistas Orlando Fialho Pacheco e Edith Pacheco começou a trabalhar aos 14 anos como ator na TV Itacolomi em Belo Horizonte. Aos 20 anos tornou-se redator junior da Norton publicidade. Formou-se em comunicação e direito tornando-se professor titular de publicidade da PUC-MG entre 1971 e 1973.

## Prêmios
Foi o primeiro publicitário, no Brasil, a ganhar o Clio Awards Mundial para televisão em 1980 com a campanha "Pneu tropical". Como criador direto ganhou o Leão de ouro do festival de Cannes em 1977 com o comercial "Fale com ele, Elisabeth". Ganhou outros quatro prêmios Clio e tambem ganhou premios do Festival de Gramado, Profissionais do Ano e Festival de Nova York. Foi eleito o Publicitário do Ano pelo Prêmio Colunistas, em 1988. Em 1994 seu escritório passou a integrar o ranking das 20 maiores agências do Brasil.
Morreu no dia 11 de outubro de 2017, aos 70 anos, no hospital Albert Einstein de causas não reveladas.